# 香港特別行政區政府
香港特別行政區政府（英語：The Government of the Hong Kong Special Administrative Region），標準簡稱香港特區政府，正式簡稱港府，是香港特別行政區行政部門的總稱。1997年7月1日前，英屬香港行政機關稱為香港政府（英語：Hong Kong Government / Government of Hong Kong），而香港特別行政區成立後政府全名則改為上述名稱，並根據《香港特別行政區基本法》沿用大部分原有官僚制度。香港特區政府首長為行政長官，轄下有多名司局長負責管理政府各部門。

## 歷史
1841年1月25日，第一次鴉片戰爭尚未結束時，英軍即登陸香港島水坑口，同年成立香港政府（英語： 或 Government of Hong Kong），並出版第一份《香港憲報》。第二次世界大戰期間香港曾被日軍軍事佔領，香港民間俗稱三年零八個月，日軍成立香港占領地政府。1945年8月30日，英國恢復對香港的統治。1997年7月1日，香港交接儀式後，香港特別行政區政府成立，取代英屬香港政府行使管治權力。
1997年2月23日，全国人民代表大会常务委员会通过《关于根据〈中华人民共和国香港特别行政区基本法〉第一百六十条处理香港原有法律的决定》，自1997年7月1日起施行，要求部分香港政府部門及職位依照规定更改名称。

## 職權
根據《香港特別行政區基本法》第六十二條，香港特別行政區政府行使下列職權：
1. 制定並執行政策；
2. 管理各項行政事務；
3. 辦理《基本法》規定的中央人民政府授權的對外事務；
4. 編制並提出財政預算、決算；
5. 擬定並提出法案、議案、附屬法規；
6. 委派官員列席立法會並代表政府發言。

## 架構
行政長官是香港政府首腦，又稱「特首」，負責領導香港特別行政區政府，向中央人民政府（國務院）負責，此職位成立於1997年7月1日，大致代替香港總督的職權。行政長官由選舉委員會選出，並由國務院總理簽署國務院令任命。其他政府主要官員亦由中央人民政府任命。
除行政長官外，特區政府現時由3司15局56部門組成。
- 第一層是司長和副司長，即政務司司長及政務司副司長、財政司司長及財政司副司長、律政司司長及律政司副司長。他們均是最高級主要官員，職能類似英國政府的內閣重臣，負責制訂香港特區政府最重要的政策方向和政治決定，並直接向行政長官負責，三位司長可以署理行政長官職務。
- 第二層是決策局（又稱為政策局）由問責局長領導和由副局長協助，職能類似英國政府的內閣大臣和國務大臣（部長），負責統籌及檢討特定政策範籌，如衞生、運輸、保安等政策，和監督屬下執行部門的工作。所有決策局均共同組成政府總部，以政務司司長為首。
  - 首任行政長官董建華於2002年7月1日實行問責制之前，所有決策局均只向公務員之首的政務司司長或財政司司長負責；實行問責制後，改為直接向行政長官負責。
  - 2005年10月12日新任行政長官曾蔭權在他首份施政報告中又改為決策局先向政務司司長和財政司司長匯報，二人才再向行政長官匯報。
- 第三層是部門，是政府政策的執行部門，由首長級公務員領導，例如衞生署、警務處、社會福利署、建築署等。

政府的主要施政和行政工作由15個決策局和56個部門執行。另外，少部分獨立機構如廉政公署及審計署等皆直屬行政長官。
第六屆特區政府設置下列司長、副司長和決策局：

### 政務司司長及副司長
- 公務員事務局
- 政制及內地事務局
- 文化體育及旅遊局
- 教育局
- 環境及生態局
- 民政及青年事務局
- 勞工及福利局
- 醫務衛生局
- 保安局

### 財政司司長及副司長
- 商務及經濟發展局
- 發展局
- 財經事務及庫務局
- 房屋局
- 創新科技及工業局
- 運輸及物流局

### 律政司司長及副司長
-律政司

### 政府總部及各部門
第六屆特區政府架構如下：
|              | 決策局                                 | 政府部門 |
| ------------ | -------------------------------------- | --- |
| 政務司司長轄 | 政務司司長辦公室                       | - 行政署 - 政府檔案處 - 法律援助署 - 禮賓處                                                                  |
| 政務司司長轄 | 公務員事務局                           | - 公務員學院 - 公務及司法人員薪俸及服務條件諮詢委員會聯合秘書處                                              |
| 政務司司長轄 | 政制及內地事務局                       | - 選舉事務處 - 香港特別行政區政府駐北京辦事處 - 香港經濟貿易辦事處 (內地) - 位於台灣的香港經濟貿易文化辦事處 |
| 政務司司長轄 | 文化體育及旅遊局                       | - 康樂及文化事務署 - 旅遊事務署                                                                              |
| 政務司司長轄 | 教育局                                 | - 大學教育資助委員會秘書處 - 在職家庭及學生資助事務處                                                        |
| 政務司司長轄 | 環境及生態局 - 環境科 - 食物科         | - 漁農自然護理署 - 環境保護署 - 食物環境衞生署 - 政府化驗所 - 香港天文台                                     |
| 政務司司長轄 | 醫務衞生局                             | - 醫院管理局 - 衛生署                                                                                        |
| 政務司司長轄 | 民政及青年事務局                       | - 民政事務總署 - 政府新聞處                                                                                  |
| 政務司司長轄 | 勞工及福利局                           | - 勞工處 - 社會福利署                                                                                        |
| 政務司司長轄 | 保安局                                 | - 香港警務處 - 入境事務處 - 香港海關 - 懲教署 - 消防處 - 醫療輔助隊 - 民眾安全服務隊 - 政府飛行服務隊        |
| 財政司司長轄 | 財政司司長辦公室                       | - 政府經濟顧問辦公室                                                                                         |
| 財政司司長轄 | 商務及經濟發展局                       | - 知識產權署 - 投資推廣署 - 香港郵政 - 香港電台 - 工業貿易署 - 香港經濟貿易辦事處 (海外)                     |
| 財政司司長轄 | 發展局 - 規劃地政科 - 工務科           | - 建築署 - 屋宇署 - 土木工程拓展署 - 渠務署 - 機電工程署 - 地政總署 - 土地註冊處 - 規劃署 - 水務署           |
| 財政司司長轄 | 財經事務及庫務局 - 財經事務科 - 庫務科 | - 政府統計處 - 公司註冊處 - 政府物流服務署 - 政府產業署 - 稅務局 - 破產管理署 - 差餉物業估價署 - 庫務署      |
| 財政司司長轄 | 房屋局                                 | - 房屋署 |
| 財政司司長轄 | 創新科技及工業局                       | - 創新科技署 - 數字政策辦公室                                                                                |
| 財政司司長轄 | 運輸及物流局                           | - 民航處 - 路政署 - 海事處 - 運輸署                                                                          |

## 制度

### 政治體系
香港基本法第四章-政治體制沒有標明「三權分立」、「互相制衡」、「行政主導」、「三權合作」的字眼，但第二條規定香港實行高度自治，享有行政管理權、立法權、獨立的司法權和終審權。
香港交接儀式上，港府向中外記者派發的新聞資料時，介紹香港的政治制度是按照「三權分立」的原則建立，有一個「行政主導」的政府，以及「『三權分立』是指行政、立法和司法機關各自獨立運作」。多名立法會議員、特區政府主要官員及法官亦曾明言「香港有三權分立」。
香港中聯辦及國務院港澳辦稱香港政治體制為「中央授權、三權分置、行政主導、司法獨立、行政長官代表特別行政區向中央總負責」。
行政機關（特區政府）
行政機關由行政長官領導。主要官員必須是在香港通常居住連續15年且在外國無居留權的香港永久居民中的中國公民，由行政長官提名並報請中央人民政府（國務院）任命。特區政府負責制定和執行不同政策，行使行政權和其他法定權力；管理特區的日常行政事務和中央人民政府授權的對外事務；需要定期到立法會作出施政報告和編列財政預算案，並接受議員的質詢和監察。
立法機關（立法會）
立法會議員是經選舉委員會委員及其選舉組別選民提名，警務處國安處調查，行政長官主持、香港中聯辦主任列席的國家安全委員會判斷，由政府官員佔多數的候選人資格審查委員會審查並確認候選人資格，再由選舉委員會1500名委員、功能界別選民和地區直選選民各選舉40席、30席及20席產生。非中國籍和在具外國有居留權的香港永久性居民只能在12個功能界別議席出選。除第一個任期2年外，每個任期均為4年。立法會負責制定、修改和廢除法律；根據特區政府的提案，審核、通過財政預算；批准稅收和公共開支；聽取行政長官的施政報告並進行辯論；對特區政府的工作提出質詢；就任何有關公眾利益問題進行辯論；同意終審法院法官和高等法院首席法官的任命和罷免；接受及處理香港人的申訴；委託終審法院首席法官組成特別調查委員會以處理行政長官對非法行為的調查，並向國務院提出彈劾行政長官。
司法機關（司法機構）
司法部門包括終審法院、高等法院（上訴法庭和原訟法庭）、區域法院、裁判法院（包括少年法庭）和其他專門法院（包括土地審裁處、勞資審裁處、小額錢債審裁處和死因裁判庭）。終審法院行使最終判決權。法官必須由司法人員推薦委員會推薦，並由行政長官任命（終審法院法官及高等法院首席法官的任命亦需獲得立法會通過），但涉及國安罪行案件的法官須由行政長官直接從裁判官、區域法院法官、高等法院原訟法庭法官、上訴法庭法官、終審法院法官中指定。法院獨立審判，具有合憲性審查權，理論上不受香港或中央人民政府的干預。被告和所有人均享有應有的合法權利。

### 行政會議
行政會議由官守成員及非官守成員根據基本法組成，是行政長官制訂政策的顧問團和特區政府最高決策機構。行政長官在作出重要決策、向立法會提交法案、制定附屬法例和解散立法會前，須徵詢行政會議的意見。官守成員一般由各司長、副司長及決策局局長出任，而非官守成員則由行政長官自行委任某些立法會議員和社會人士出任。

### 公營機構
香港特區政府除了由政府部門執行政策外，還有不少公營機構，負責政府認為較需要社會人士參與的工作。這些機構由特區政府出資成立及資助，但不屬於政府體制，較政府部門有較多的自主權，如管理全香港所有公立醫院的醫院管理局、協助香港工業發展的香港生產力促進局等。

### 公務員
香港公務員是香港特區政府常規僱傭關係職員，約有17萬名公務員，分布在各大小政府部門。公務員提供的服務範圍廣泛，由公共工程和設施、清潔和公眾衛生，以至教育、消防、警務等。

#### 基本信念
所有公務員都必須恪守《公務員守則》所描述的下列基本信念：
- 堅守法治
- 誠實可信、廉潔守正
- 行事客觀、不偏不倚
- 政治中立
- 對所作決定和行動負責
- 盡忠職守、專業勤奮

#### 公務員隊伍管理
公務員事務局負責香港公務員隊伍的整體管理和發展。其中三份重要文件:《公務人員（管理）命令》、《公務人員（紀律）規例》和《公務員事務規例》列出管理公務員權力的來源及執行管理工作的架構。紀律部隊人員的品行和紀律，亦受到有關紀律部隊法例的規管。
《公務人員（管理）命令》是行政長官會同行政會議根據《基本法》第48(4)條制定的。該《命令》列明行政長官有權根據該命令聘任、解僱和紀律處分公務員、處理公務員的申訴、制定紀律規例，以及把某些權力和職務轉授他人。
《公務人員（紀律）規例》是根據《公務人員（管理）命令》而制定的，並規管紀律處分的事宜及解僱公務員的程序。除了部分須受各有關條例管限其紀律的公務人員（主要是紀律部隊員佐級人員）外，該規例適用於其餘大部分公務人員。
《公務員事務規例》是行政長官制定或授權制定的行政規例。這套規例詳列了公務員事務局局長以及各部門或職系首長執行對公務員隊伍的日常管理工作的權力、公務人員的聘用條款和服務條件，以及在紀律和工作表現方面應該符合的標準，是管職雙方在公務員的日常管理上主要的參考依據。公務員事務局會發出各種通告及通函，以對各條規例作出補充和闡釋。公務員事務局局長獲得授權，可以修訂、補充、施行、解釋和批准豁免遵行《公務員事務規例》。

#### 職系
公務員按工作职责分为18个不同職系，互不隶属。
- 政務職系：政務主任（AO）是專業的管理通才，在香港特別行政區政府擔當重要角色。他們會定期被派往各決策局和部門擔任不同職位，平均每兩至三年調職一次。透過定期的職位調派，政務主任可以接觸不同層面，汲取各方面經驗，發展多方面才能和從事多樣化的工作。他們具備豐富的經驗、卓越的行政技巧及多方面才幹，又勇於面對挑戰，是政府的重要資產。大部分高層首長級公務員，包括部門首長及決策局常任秘書長均出身自政務主任職系。
- 行政主任職系：行政主任（EO）是專業管理人員，特別擅長資源和系統管理。他們會被調派到各個政府決策局或部門工作，肩負多類職務，也有機會與不同背景和專長的人士共事。他們會得到有系統的培訓，配合不同階段的事業發展，以成為資源和系統管理的專才。
- 法定語文主任、即時傳譯主任及繕校員職系
- 訓練主任職系
- 文書及秘書職系

### 引用
1. 1 2  .   [2017-09-22]. （原始内容存档于2019-10-06）. （页面存档备份，存于）
2. ↑  .   [2008-10-16]. （原始内容存档于2021-05-03）. （页面存档备份，存于）
3. ↑  . 香港政府一站通.   [2020-09-02]. （原始内容存档于2021-05-22）. （页面存档备份，存于）
4. ↑  Wiltshire, Trea. [First published 1987] (republished & reduced 2003). Old Hong Kong - Volume One. Central, Hong Kong: Text Form Asia books Ltd
5. ↑  . BBC News.   [2008-10-16]. （原始内容存档于2003-04-22）. （页面存档备份，存于）
6. ↑  . 政府檔案處: 教學資源庫. （原始内容存档于2006-09-02）. （页面存档备份，存于）
7. ↑   (pdf). 政府檔案處: 教學資源庫. （原始内容存档 (PDF)于2015-11-12）. （页面存档备份，存于）
8. ↑  財務委員會. . 立法會.   [2022-08-25]. （原始内容存档于2022-10-30）. （页面存档备份，存于）
9. ↑   (PDF). 臨時立法會. 1998-03-19  [2016-01-20]. （原始内容存档 (PDF)于2021-04-05）. （页面存档备份，存于）
10. ↑  .   [2021-06-24]. （原始内容存档于2021-09-05）. （页面存档备份，存于）
11. ↑  .   [2021-11-10]. （原始内容存档于2021-09-15）. （页面存档备份，存于）
12. ↑  . BBC News 中文. 2020-09-08  [2021-06-24]. （原始内容存档于2021-12-22）. （页面存档备份，存于）
13. ↑   (PDF). 政府新聞處. 2021  [2021-04-24]. （原始内容存档 (PDF)于2021-04-24）. （页面存档备份，存于）
14. ↑  .   [2020-09-02]. （原始内容存档于2021-04-05）. （页面存档备份，存于）
15. ↑  .   [2020-09-02]. （原始内容存档于2021-04-05）. （页面存档备份，存于）
16. ↑  .   [2020-09-02]. （原始内容存档于2007-05-20）. （页面存档备份，存于）
17. ↑  .   [2020-09-02]. （原始内容存档于2021-05-25）. （页面存档备份，存于）
18. ↑  .   [2020-09-02]. （原始内容存档于2021-05-19）. （页面存档备份，存于）
19. ↑  .   [2020-09-02]. （原始内容存档于2021-05-17）. （页面存档备份，存于）
20. ↑  .   [2020-09-02]. （原始内容存档于2020-11-02）. （页面存档备份，存于）
21. ↑  .   [2020-11-13]. （原始内容存档于2021-05-01）. （页面存档备份，存于）